# Христо Дельов (Богданци)
Христо Дельов (на гръцки: Χρήστος Δέλλιος, Δέλλιου, Ζαχαροπλάστης, Христос Дельос (Делю) и Захаропластис) е гъркомански революционер, деец на Гръцката въоръжена пропаганда в Македония от началото на XX век.

## Биография
Христо Дельов е роден в Богданци, тогава в Османската империя, в богато семейството. Занимава се със сладкарство, откъдето идва и прозвището му Захаропластис. През 1902 година в Гевгели създава Гръцкото братство, което под прикритието на благотворителна дейност започва да изгражда Гръцката въоръжена пропаганда в района. В братството му се включват още Атанасиос Арванитис, Георгиос Цолакис, Харистиос Хадзизафериу и Василиос Сионидис. Христо Дельов финансира гръцка терористична група в Гевгели със собствени средства.